# Friedrich Adler (artista)

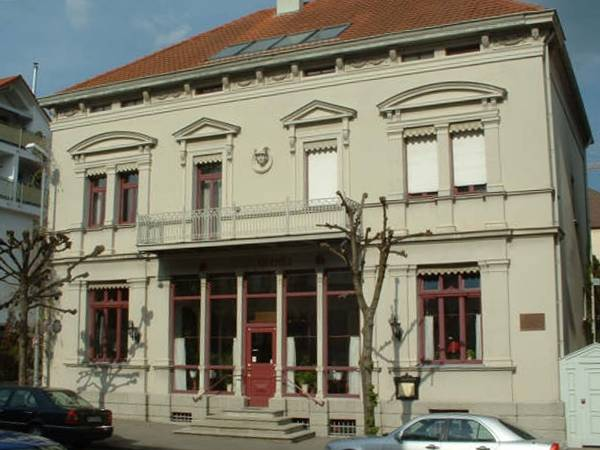
Casa onde nasceu Friedrich Adler em Laupheim (hoje um restaurante)

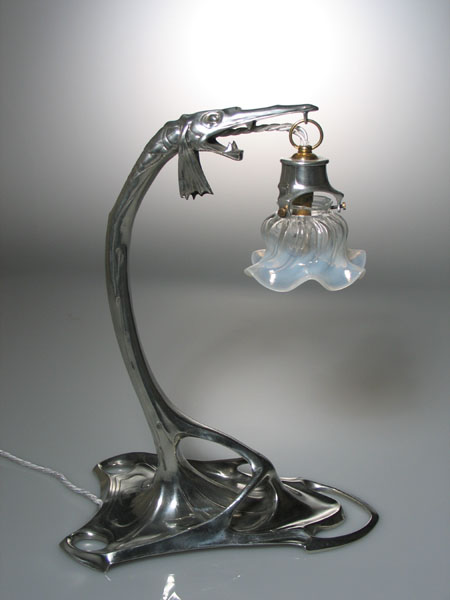
Candeeiro de mesa ao estilo Art Nouveau (1900)

Friedrich Adler (Laupheim, 29 de abril de 1878 – c. 11 de julho de 1942, Auschwitz-Birkenau) foi um acadêmico, artista e designer alemão.
Representante da Art Nouveau e da Art Déco, ficou conhecido como arquiteto, designer de móveis, ceramista e, principalmente, pelos seus projetos de metalúrgica e estampagem têxtil. Mais tarde (aproximadamente a partir de 1929–1930) esboçou, enquanto um dos primeiros designers de produto e de plástico, objetos domésticos em resina fenólica e aminoplástico.

## Vida
Friedrich Adler cresceu como filho de uma família judia na cidade de Laupheim. A casa, construída no estilo neorrenascentista, dá hoje lugar a um restaurante, onde se encontra o quarto de Friedrich-Adler.
Estudou de 1894 a 1898 na Escola de Artes e Ofícios de Munique. Em 1902 concluiu um ano de estudos no Centro de Estudo e Experimentação para Artes Liberais e Aplicadas (Debschitz-Schule), poucos anos antes fundada por Hermann Obrist e Wilhelm von Debschitz. Aí deu início pela primeira vez à sua atividade enquanto docente, de 1903 a 1907, dando continuidade à mesma na Escola de Artes e Ofícios em Hamburgo. Ao mesmo tempo lecionava cursos de mestrado no então Bayerischen Gewerbemuseum, de 1913 a 1910, na cidade de Nuremberga. A sua atividade em Hamburgo foi interrompida de 1914 a 1918 devido ao serviço militar na Primeira Guerra Mundial, durante a qual foi suboficial ajudante. Ao retornar a Hamburgo em 1918, foi nomeado professor. Durante esta época surgiram inúmeros avanços na Art Déco e na técnica artística. 
Depois de sua demissão (aposentadoria forçada) pelos nacional-socialistas, em 1933, ele foi obrigado a sobreviver através de trabalhos privados. Foi então que Friedrich Adler, em 1929–1930, começou a conceber objetos domésticos em resina como um dos primeiros e quase esquecidos designers de produto, entre outros, na cidade de Bebra. De 1934 a 1941 foi-lhe dada a possibilidade e dar aulas na Associação Cultural Judaica enquanto professor de artes e ofícios. Aqui deu palestras e organizou exposições. 
A 11 de julho de 1942 foi enviado para o campo de concentração de Auschwitz, onde, após ter sido visto como não qualificado para trabalhar, acabou por ser morto. 
O trabalho extraordinariamente versátil de Friedrich Adler envolve projetos de arquitetura (edifícios religiosos), escultura (ornamentos e sepulturas), janelas de vidro, móveis e arquitetura de interior, trabalhos em metal (objetos domésticos, joalharia e arte religiosa), cerâmica, têxteis (bordados, estampagem), trabalhos em madeira, marfim, serpentina e vidro folheado. Elaborou projetos para mais de 50 empresas de artesanato, entre as quais a fábrica de prataria P. Bruckmann & Söhne, na cidade de Heilbronn, a fábrica de metais para artesanato "Osiris" de Walter Scherf e a "Orion" de Georg Friedrich Schmitt, ambos em Nuremberga. 
O trabalho artístico de Friedrich Adler chegou a um vasto público a partir de 1994, com a exposição "Friedrich Adler: entre a Art Nouveau e a Art Déco", com as estações Münchner Stadtmuseum, Germanisches Nationalmuseum de Nuremberga, Grassimuseum em Leipzig, Museum für Kunst und Gewerbe em Hamburgo, Museum Zons-Burg Friedestrom, Maurice Spertus Museum of Judaica em Chicago e Galeria Estadual Schranne em Laupheim.

## Distinções
- Na sua cidade natal, Laupheim, há uma placa de bronze que faz referência à casa onde nasceu. A escola secundária da cidade (em alemão: Realschule) tem o seu nome: Friedrich-Adler-Realschule.

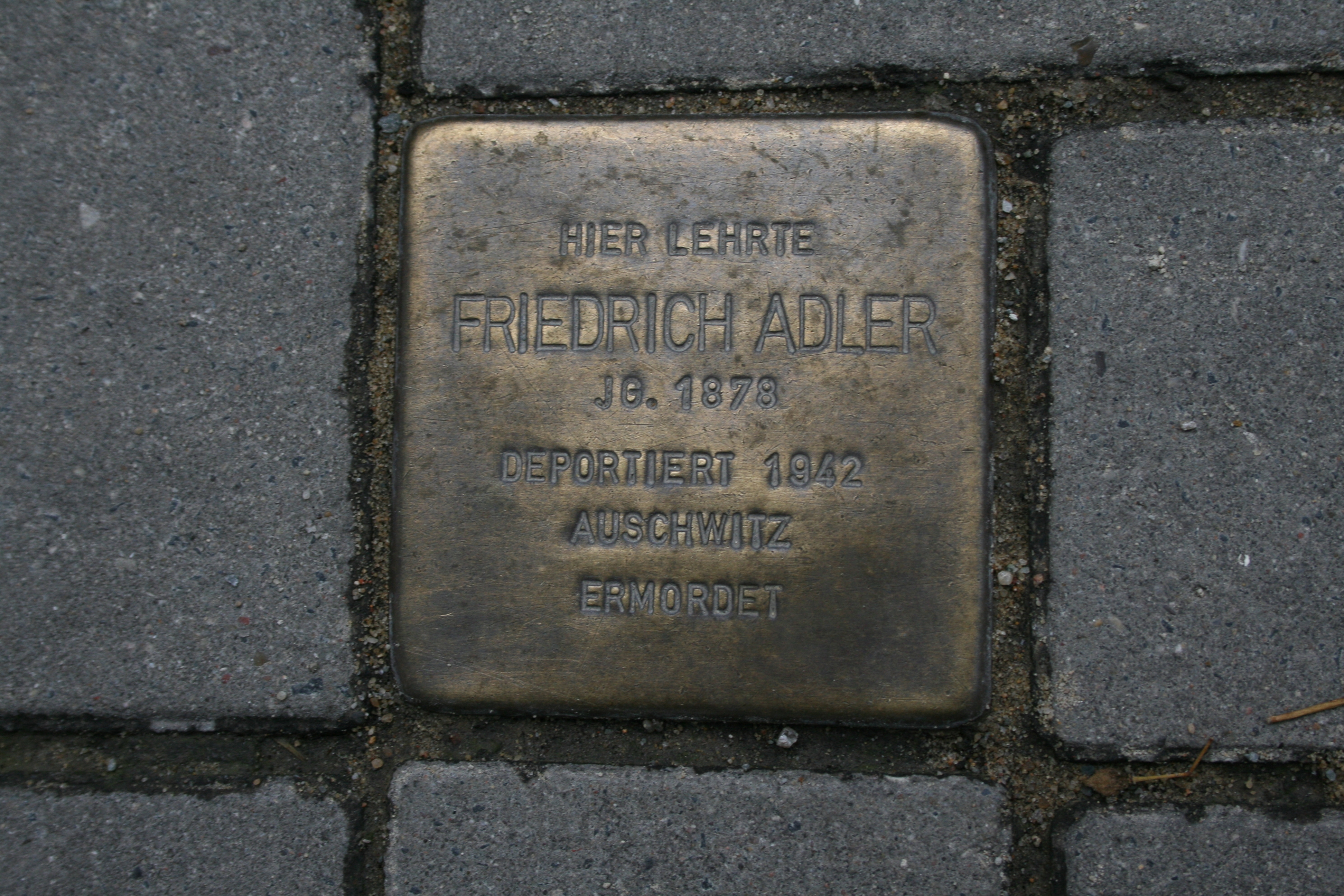
Pedra de tropeço em frente à escola de artes visuais em Hamburgo

- Junto à escola de Artes Visuais em Hamburgo, antiga escola estadual de artes e ofícios, foi posta uma placa comemorativa em 1989 com o seguinte texto: "Aqui - hoje a Escola de Artes Visuais - lecionou desde 1913 (corretamente 1907!) até 1933 Friedrich Adler, nascido a 1878 em Laupheim. Em 1922 foi considerado professor. Era dotado artisticamente de várias maneiras. Foi amado de forma usual como docente. Em 1933 foi obrigado a retirar-se pelos nazistas. Ele apenas podia lecionar a estudantes judeus. A 11 de julho de 1942 foi enviado para Auschwitz." E abaixo o ditado: "...a nossa vida seria miserável se não tivéssemos a capacidade de imaginação e de fantasia." (Retirado de um artigo de Friedrich Adler do ano de 1937).
- Além disso, há uma Stolperstein junto à escadaria principal da Escola de Artes Visuais de Hamburgo em memória a Friedrich Adler.